# Michael Whaley
Michael Whaley é um ator de cinema e televisão estadunidense . Ele se formou em Culver City High School em 1980. Alguns de seus personagens mais conhecidos são o Dr. Wesley 'Wes' Hayes em Sisters, como Nathan Brubaker em PrProfiler, o detetive Paul Armstrong em Early Edition e com Detective Carlton na série CSI: Miami.

## Filmografia

### Filmes
- Class Act (1992)
- Separate Lives (1995)
- Retiring Tatiana (2000)
- Fair Game (2005)
- The Santa Clause 2 (2002)
- Hoodlum & Son (2003)
- The Ant Bully (2006)
- Dude, I'm Moving Out (2009)
- 11:11 (2010)

### Filmes de TV
- Running Against Time (1990)
- Under Cover (1991)
- Boy Meets Girl (1993)
- Twice Upon a Time (1998)
- The Poseidon Adventure (2005)
- McBride: Semper Fi (2007)

### Televisão
- A Different World (1989, 1 Episódio)
- Midnight Caller (1990, 2 Episódios)
- Hunter (1990, 1 Episódio)
- Gabriel's Fire (1991, 1 Episódio)
- L.A. Law (1991, 1 Episódio)
- I'll Fly Away (1992, 1 Episódio)
- Grapevine (1992, 1 Episódio)
- The Fresh Prince of Bel-Air (1992, 1 Episódio)
- Living Single (1994, 1 Episódio)
- Beverly Hills, 90210 (1995, 1 Episódio)
- Sisters (1995–1996, 7 Episódios)
- Frasier (1995–1996, 2 Episódios)
- Profiler (1996–1997, 22 Episódios)
- Party of Five (1997, 1 Episódio)
- Hangin' with Mr. Cooper (1997, 1 Episódio)
- Vengeance Unlimited (1998, 1 Episódio)
- ER (1998, 1 Episódio)
- Any Day Now (1998, 2001, 2 Episódios)
- Sons of Thunder (1999, 1 Episódio)
- Early Edition (1999–2000, 6 Episódios)
- JAG (2001, 2 Episódios)
- CSI: Miami (2002–2003, 7 Episódios)
- NCIS (2007, 1 Episódio)
- House MD (2007, 1 Episódio)
- The Philanthropist (2009, 1 Episódio)

## DireTtor
- Fair Game (2006)
- Peaches (2008)
- Applause for Miss E (2009)

## Produção
- Fair Game (2006)
- Peaches (2008)
- Applause for Miss E (2009)

## Como Escritor
- Homicide: Life on the Street (1996, 1 Episódio) (Teleplay eStory)
- Fair Game (2005)

### Ligações Externas
- Michael Whaley. no IMDb.